# 伊藤武夫
伊藤 武夫（いとう たけお、1887年〈明治20年〉3月4日 - 1968年〈昭和43年〉3月4日）は、日本の砂防工学者、農林技師。林学博士。東京帝国大学農学部林学科林学第四講座 第3代教授、新潟県立農林専門学校 第2代校長。新潟大学名誉教授。位階は正三位。

## 略歴
1887年（明治20年）3月4日に新潟県古志郡長岡東神田町2丁目（現 長岡市東神田2丁目）の旧越後長岡藩藩士・伊藤亀之助の次男として出生。
1906年（明治39年）3月に新潟中学校を卒業、1907年（明治40年）9月に第一高等学校に入学、1910年（明治43年）7月に卒業、1913年（大正2年）7月に東京帝国大学農科大学林学科を卒業、9月に東京帝国大学農科大学大学院に入学。
1914年（大正3年）9月に東京帝国大学農科大学林学実科講師に就任、1919年（大正8年）9月に東京帝国大学農学部林学科講師に就任、1920年（大正9年）12月に勅令第344号学位令第2条により林学博士号を取得。
1921年（大正10年）4月に森林理水、及び砂防工学、並びに森林利用学の研究のため、アメリカ、フランス、スイスへの留学に出発、1922年（大正11年）2月に三重高等農林学校教授に任じられ、1923年（大正12年）8月に帰国。
1939年（昭和14年）4月に東京帝国大学農学部林学科林学第四講座（森林理水及砂防工学講座）第3代教授に就任、1947年（昭和22年）5月に新潟県立農林専門学校第2代校長に就任。
1949年（昭和24年）5月の新潟県立農林専門学校の新潟大学農学部への昇格に備え、伊藤武夫は研究歴の十分な少数の教官のみを選抜した。そのため一部の教官から不満を招き、新潟県立農林専門学校での伊藤武夫の排斥運動に発展した。
1949年（昭和24年）4月に文部省から教育予算削減のため新潟大学農学部に林学科を設置しない方針が伝えられたため、伊藤武夫は文部省に出向して学術局長と大学課長に林学科の設置を強く要望した。その結果、原案通りに認められた。
1949年（昭和24年）7月に新潟大学農学部林学科砂防工学講座初代教授および新潟大学農学部第2代学部長に就任、1953年（昭和28年）4月に新潟大学農学部第4代学部長に就任。
1959年（昭和34年）3月に新潟大学を定年退官、6月に新潟大学名誉教授の称号を受称。
1968年（昭和43年）3月4日午前5時30分に東京都小金井市桜町の桜町病院で心筋梗塞のため死去、葬儀は東京都国立市国立224（現 中1丁目）の日本基督教団国立教会で執り行われた。

## 業績
日本の砂防工学の権威で、従来のオーストリア式の砂防工学に対し、初めてフランス式の砂防工学を導入して体系づけた。

## 栄典・表彰
- 1940年（昭和15年）8月15日 - 紀元二千六百年祝典記念章[13]
- 1955年（昭和30年）11月3日 - 第6回新潟県技術賞「海岸砂防に関する基礎的研究」[12][14]
- 1967年（昭和42年）11月3日 - 勲二等瑞宝章[15]
- 1968年（昭和43年）03月4日 - 正三位[16]

## 家族・親戚
- 伊藤正春 - 長男[注 6]、東京農工大学農学部農芸化学科生物化学講座初代教授。
- 内藤元男 - 娘婿（長女の夫）、家畜育種学者、東京大学名誉教授。
- 中原悌二郎 - 義弟（次妹の夫）、彫刻家。
- 堀又幸 - 義弟（三妹の夫）、陸軍軍人、陸軍少将。
- 木下尚江 - 義妹の養父（長弟の妻の養父）[18]、社会運動家、作家。
- 三宅弘人 - 義弟の次男（妻の長弟の次男）、弁護士、東京家庭裁判所所長。
- 柳川真文 - 義妹の義弟（妻の長妹の夫の次弟）、検察官、大阪高等検察庁検事長。
- 石田寿 - 義妹の長男の義父（妻の長妹の長男の妻の父）、裁判官、高松高等裁判所長官。

## 著作物

### 著書
- 『亞米利加合衆國に於ける國土保全問題』帝国治山治水協会、1941年。
- 『森林と國土』誠文堂新光社〈科学文化叢書 14〉、1942年。
- 『森林測量』実業教科書、1947年。
- 『砂防』実業教科書、1948年。
- 『砂防工学』白揚社、1958年。
- 『森林濫伐による国土荒廃の史観』日本治山治水協会、1967年。

### 訳書
- 『黄河治水の經濟的重要性』東亜研究所、1940年。

### 註訳書
- 『治山原理 山地に於ける水の運動法則』カール・エドアルド・ネー[著]、日本治山治水協会、1964年。

### 論文
- CiNii収録論文 - CiNii